# Península de Corea
La península de Corea (dialecto surcoreano: en hangul, 한반도; en hanja, 韓半島; romanización revisada, Han Bando; dialecto norcoreano: en chosŏn'gŭl, 조선반도; en hancha, 朝鮮半島; McCune-Reischauer, Chosŏn Pando) es una península ubicada en Asia Oriental, entre el mar Amarillo y el mar del Japón, limitando al norte con la República Popular China y Rusia y al sur con el estrecho de Corea, que la separa de Japón. Políticamente se divide en dos estados: Corea del Norte y Corea del Sur. Entre ambos países suman una superficie de 220 750 km² (similar a la de la isla de Gran Bretaña) y una población aproximada de 77 000 000 de habitantes, con una densidad demográfica de 349,06 hab/km².
Durante la primera mitad del primer milenio, Corea estuvo dividida en tres estados, Goguryeo, Baekje y Silla, conocidos en conjunto como los Tres Reinos de Corea. En la segunda mitad del primer milenio, Silla derrotó y conquistó Baekje y Goguryeo, dando lugar al periodo de Silla unificada. Mientras tanto, Balhae se formó en el norte, sustituyendo a la antigua Goguryeo. Silla Unificada acabó por desmoronarse en tres estados separados debido a la guerra civil, dando paso a los  Últimos Tres Reinos. Hacia finales del primer milenio, Goguryeo resucitó como Goryeo, que derrotó a los otros dos estados y unificó la península coreana como un solo estado soberano. Por la misma época, Balhae se derrumbó y su último príncipe heredero huyó al sur, a Goryeo. Goryeo (también escrito como Koryŏ), cuyo nombre se convirtió en el moderno exónimo "Corea", fue un estado muy culto que creó el primer  tipo móvil de metal del mundo en 1234. Sin embargo, las múltiples incursiones del Imperio Mongol durante el siglo XIII debilitaron enormemente a la nación, que finalmente aceptó convertirse en estado vasallo bajo el dominio de Yuan tras décadas de lucha. Tras la resistencia militar del rey Gongmin, que puso fin a la influencia política mongola en Goryeo, se produjeron graves luchas políticas, y Goryeo acabó cayendo ante un golpe dirigido por el general Yi Seong-gye, que estableció Joseon el 17 de julio de 1392. Los primeros 200 años de la era Joseon estuvieron marcados por una paz relativa, y durante este tiempo el alfabeto coreano fue creado por Sejong el Grande y el confucianismo se hizo cada vez más influyente en el reino.
Los dos siglos de paz de Joseon se vieron interrumpidos por invasiones extranjeras y luchas internas entre 1592 y 1637. Las más notables de estas invasiones fueron las invasiones japonesas de Corea, que marcó el final del primer periodo de la dinastía Joseon. Varias décadas después, Joseon fue invadido por los jurchens y los manchúes en 1627 y 1636 respectivamente, lo que condujo a una política aislacionista cada vez más dura, por la que el país pasó a ser conocido como el "reino ermitaño" en la literatura occidental. Tras el fin de estas invasiones desde Manchuria, Joseon experimentó un periodo de casi 200 años de paz y prosperidad, junto con un desarrollo cultural y tecnológico. El poder que el reino recuperó durante su aislamiento fue menguando a medida que el siglo XVIII llegaba a su fin. Enfrentado a luchas internas, luchas de poder, presiones internacionales y rebeliones internas, el reino decayó rápidamente a finales del siglo XIX.
Durante los últimos años de la dinastía, la política aislacionista de Corea le valió el apodo occidental de "reino ermitaño". A mediados del siglo XIX, con el país sin voluntad de modernizarse, y bajo la invasión de las potencias europeas, la Corea de Joseon se vio obligada a firmar tratados desiguales con potencias extranjeras. Tras el asesinato de la Emperatriz Myeongseong en 1895, la Revolución Campesina Donghak y la Reforma Gabo de 1894 a 1896, surgió el Imperio coreano (1897-1910), que anunció un breve pero rápido periodo de reforma social y modernización. Sin embargo, en 1905 el Imperio coreano firmó un tratado de protectorado, y en 1910 Japón anexionó el Imperio coreano. Corea pasó a ser colonia japonesa de 1910 a 1945.
Japón abandonó el control sobre Corea tras la rendición formal ante los Aliados el 2 de septiembre de 1945, tras la Segunda Guerra Mundial. La Unión Soviética y los Estados Unidos habían acordado dividir Corea a lo largo del paralelo 38, con los soviéticos ocupando el norte y los estadounidenses ocupando el sur. Estas circunstancias se convirtieron en la base de la división de Corea por parte de las dos  superpotencias con dos ideologías diferentes, agravada por su incapacidad para ponerse de acuerdo sobre los términos de la independencia coreana. El gobierno comunista del norte recibió el apoyo de la Unión Soviética en oposición al gobierno prooccidental del sur, lo que condujo a la división de Corea en dos estados soberanos en 1948: Corea del Norte y Corea del Sur. Las tensiones entre ambos provocaron que Corea del Norte invadiera Corea del Sur y estallara la guerra de Corea en 1950. Con la participación de tropas extranjeras, la guerra terminó en tablas en 1953, pero sin un tratado de paz formalizado. Esta situación contribuye a las fuertes tensiones que siguen dividiendo la península, y ambos estados siguen reclamando ser el único gobierno legítimo de Corea. Un gran avance en el proceso de paz se produjo el 27 de abril de 2018, cuando Corea del Norte y Corea del Sur firmaron la Declaración de Panmunjom, comprometiéndose a trabajar para poner fin al conflicto coreano y reafirmando el objetivo de reunificar ambos países.

## Etimología
"Korea" es la grafía moderna de "Corea", un nombre atestiguado en inglés ya en 1614. Corea fue transliterada como Cauli en Los viajes de Marco Polo, del Chino 高麗 (MC: Kawlej, mod. Gāolì). Este era el Hanja para el reino coreano de Goryeo ((en hangul, 고려; McCune-Reischauer, Koryŏ)), que gobernaba la mayor parte de la península coreana durante la época de Marco Polo. La introducción de Corea en Occidente fue el resultado del comercio y el contacto con mercaderes de tierras árabes, con algunos registros que se remontan hasta el siglo IX. El nombre de Goryeo fue una continuación de Goguryeo (Koguryŏ) el más septentrional de los Tres Reinos de Corea, que se conoció oficialmente como Goryeo a partir del siglo V.
El nombre original era una combinación del adjetivo go ("alto, elevado") con el nombre de una tribu local Yemaek, cuyo nombre original se cree que fue *Guru (溝樓), "ciudad amurallada", deducido de algunos topónimos en documentos históricos chinos) o Gauri a finales del siglo XIX, apareció la grafía "Corea", cuya popularidad fue creciendo gradualmente; su uso en la transcripción de las lenguas del  este asiático evita los problemas causados por las C duras y blandas separadas existentes en el vocabulario inglés derivado de las lenguas romances. En la actualidad, tanto Corea del Norte como Corea del Sur utilizan habitualmente el nombre Corea en inglés.
En Corea del Sur, Corea en su conjunto se denomina Hanguk, ko 한국, o bien, haːnɡuk, literalmente País del Han. El nombre hace referencia a Samhan, refiriéndose a los Tres Reinos de Corea, no a las antiguas confederaciones del sur de la península coreana. Aunque se escribe en Hanja como 韓, 幹, o 刊, este Han no tiene ninguna relación con los topónimos chinos ni con los pueblos que utilizaron esos caracteres, sino que fue una transcripción fonética (OC: *Gar, MC: Han o Gan) de una palabra nativa coreana que parece haber tenido el significado de "grande" o "gran", particularmente en referencia a los líderes. Se ha relacionado provisionalmente con el título khan utilizado por los nómadas de Manchuria y Asia Central.
En Corea del Norte, Corea en su conjunto se denomina Joseon (조선, literalmente tierra de la] Calma Matutina. Joseon es la pronunciación coreana moderna del Hanja 朝鮮, que también es la base de la palabra para designar a Corea en su conjunto en Japón (朝鮮, Chōsen), China (朝鲜, Cháoxiǎn), y Vietnam (Triều Tiên). "Gran Joseon" fue el nombre del reino gobernado por la Dinastía Joseon desde 1393 hasta su declaración del efímero  Gran Imperio Coreano en 1897. El rey Taejo les había dado el nombre de los anteriores Gojoseon (고조선), que gobernaron el norte de Corea desde su legendaria prehistoria hasta su conquista en el año 108 a. C. por el Imperio Han de China. El Go- de Gojoseon es el Hanja 古 y significa simplemente "antiguo" o "viejo"; es un uso moderno para distinguir la antigua Joseon de la dinastía posterior. No está claro si Joseon fue una transcripción de un nombre nativo coreano (OC *T[r]awser', MC Trjewsjen) o una traducción parcial al chino de la capital coreana Asadal, en coreano 아사달, cuyo significado se ha reconstruido como "Tierra de la Mañana" o "Montaña".

## Geografía

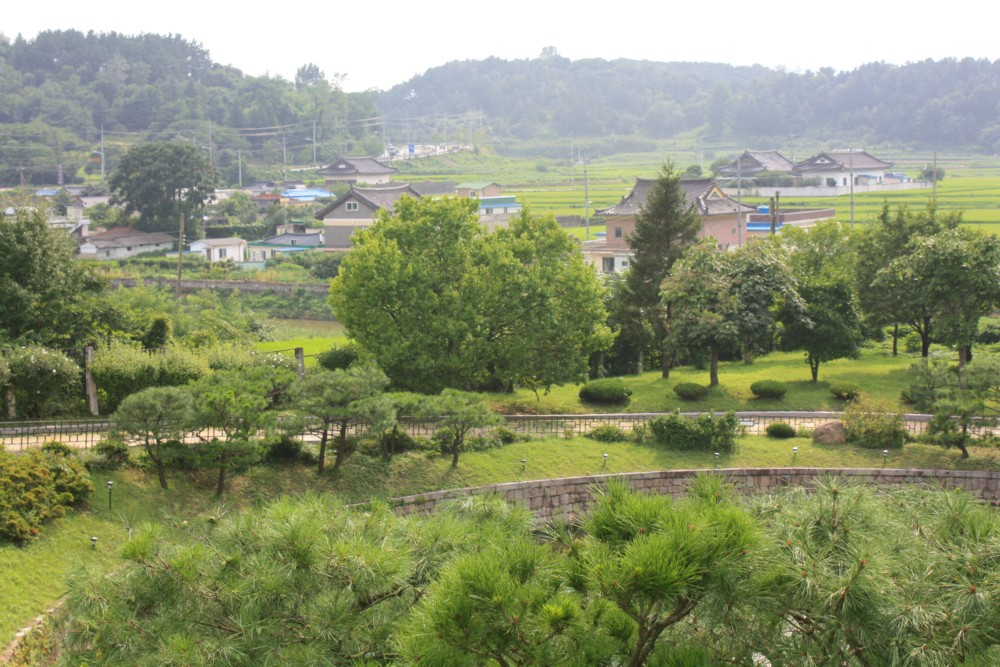
Una comunidad de la provincia de Gyeongsang del Norte

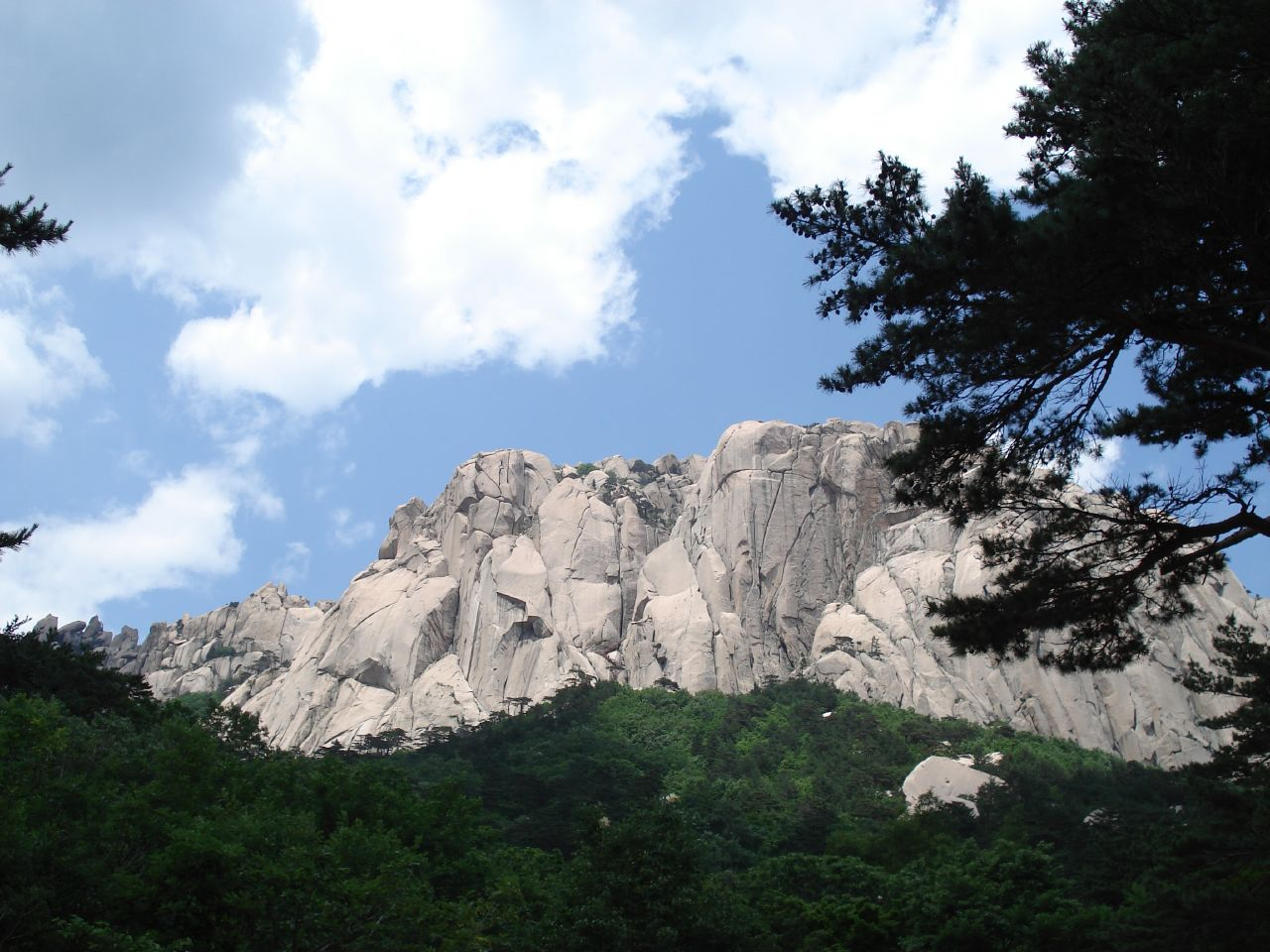
Una vista del monte Seorak

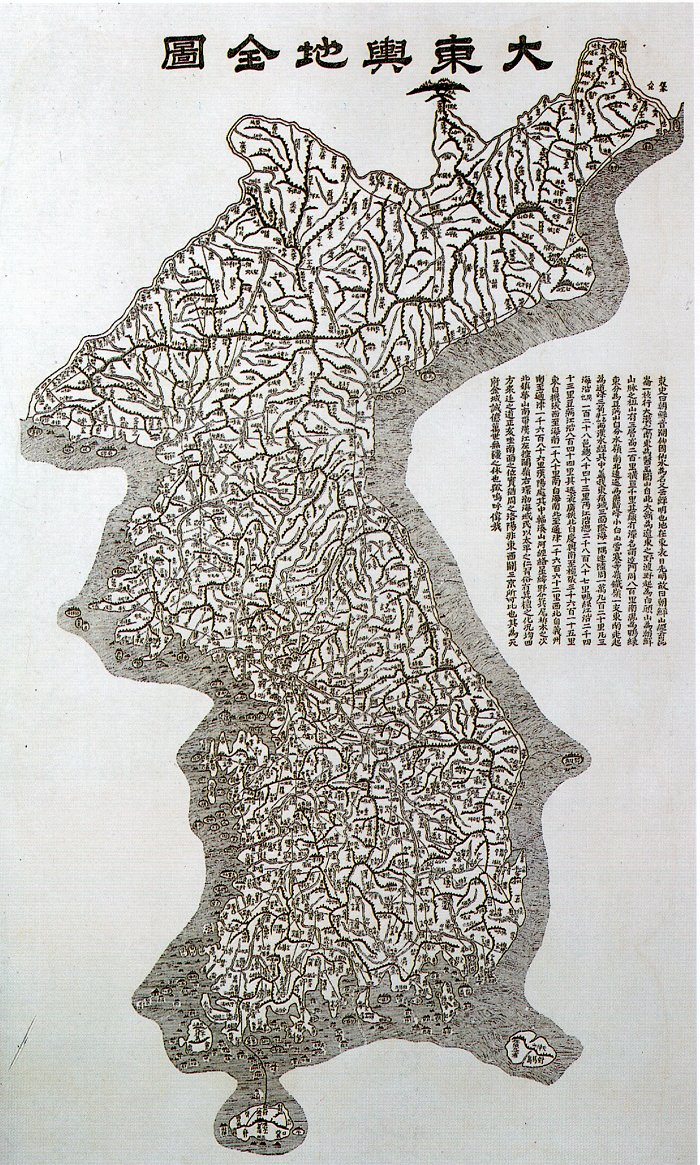
Daedongyeojido: este mapa de Corea de 1861 representa la cumbre de la cartografía premoderna en la región.

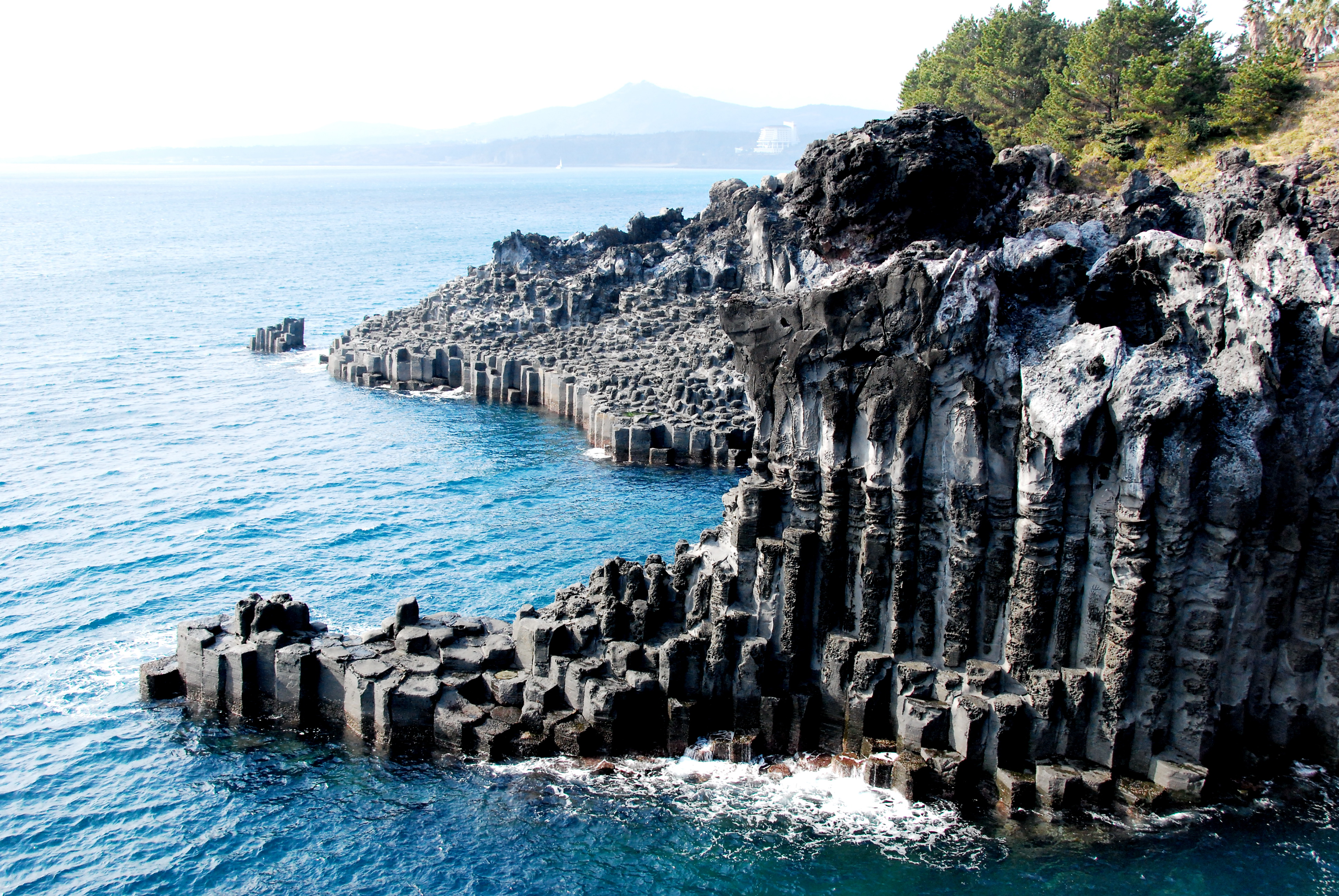
Costa de la isla de Jeju

Corea está formada por una península y unas islas cercanas situadas en el este de Asia. La península se extiende hacia el sur a lo largo de unos 1.100 km desde Asia continental hasta el océano Pacífico y está rodeada por el mar de Japón (mar del Este) al este y el mar Amarillo (mar del Oeste) al oeste, el estrecho de Corea conecta ambas masas de agua. Al noroeste, el río Amnok separa Corea de China y al noreste, el río Duman la separa de China y Rusia Entre las islas más destacadas se encuentran la isla de Jeju, la isla de Ulleung y Dokdo.
El sur y el oeste de la península tienen llanuras bien desarrolladas, mientras que el este y el norte son montañosos. La montaña más alta de Corea es el monte Paektu (2.744 m), por el que pasa la frontera con China. La extensión meridional del monte Paektu es un altiplano llamado Alturas de Gaema. Este altiplano se levantó principalmente durante la orogenia cenozoica y está parcialmente cubierto por materia volcánica. Al sur de Gaema Gowon, se encuentran sucesivas montañas altas a lo largo de la costa oriental de la península. Esta cadena montañosa recibe el nombre de Baekdudaegan. Algunas montañas importantes son el monte Sobaek o Sobaeksan (1.439 m), el monte Kumgang (1.638 m), el monte Seorak (1.708 m), el monte Taebaek (1.567 m) y el monte Jiri (1.915 m). Hay varias series montañosas secundarias inferiores cuya dirección es casi perpendicular a la de Baekdudaegan. Se desarrollan a lo largo de la línea tectónica de la orogenia mesozoica y sus direcciones son básicamente noroeste.
A diferencia de la mayoría de las montañas antiguas del continente, muchas islas importantes de Corea se formaron por la actividad volcánica en la orogenia cenozoica. La isla de Jeju, situada frente a la costa sur, es una gran isla volcánica cuya montaña principal, el monte Halla o Hallasan (1.950 m), es la más alta de Corea del Sur. La isla de Ulleung es una isla volcánica en el Mar de Japón, cuya composición es más félsica que la de Jeju. Las islas volcánicas suelen ser más jóvenes cuanto más al oeste.
Dado que la región montañosa se encuentra principalmente en la parte oriental de la península, los principales ríos tienden a fluir hacia el oeste. Dos excepciones son el río Nakdong, que fluye hacia el sur, y el río Seomjin. Los ríos importantes que fluyen hacia el oeste son el Amnok, el Chongchon, el Taedong, el Han, el Geum y el Yeongsan. Estos ríos tienen vastas llanuras de inundación y proporcionan un entorno ideal para el cultivo de arroz húmedo.
Las costas del sur y suroeste de la península forman un litoral de ría bien desarrollado, conocido como Dadohae-jin en coreano. Este enrevesado litoral proporciona mares suaves, y el entorno tranquilo resultante permite una navegación segura, la pesca y el cultivo de algas. Además del complejo litoral, la costa occidental de la península coreana tiene una amplitud de marea extremadamente alta (en Incheon, en el centro de la costa occidental, la marea puede llegar a los 9 m). En las costas del sur y del oeste se han desarrollado vastas llanuras mareales.

### Clima
Corea tiene un clima templado con comparativamente menos tifones que otros países de Asia Oriental. Debido a la posición de la península, tiene un clima único influido por Siberia al norte, el océano Pacífico al este y el resto de Eurasia al oeste. La península tiene cuatro estaciones bien diferenciadas: primavera, verano, otoño e invierno.

#### Primavera
A medida que la influencia de Siberia se debilita, las temperaturas comienzan a aumentar mientras las altas presiones comienzan a alejarse. Si el tiempo es anormalmente seco, Siberia tendrá más influencia sobre la península dando lugar a tiempo invernal como la nieve.

#### Verano
Durante el mes de junio, al comienzo del verano, suele llover mucho debido a la combinación del aire frío y húmedo del Mar de Okhotsk y el aire cálido y húmedo del Océano Pacífico. Cuando estos frentes se combinan, se produce la llamada estación lluviosa, con días a menudo nublados y lluvias, a veces muy intensas. Los vientos cálidos y húmedos del suroeste soplan provocando un aumento de la humedad y esto hace que los frentes se desplacen hacia Manchuria en China y por lo tanto haya menos lluvias y esto se conoce como pleno verano; las temperaturas pueden superar los 30 grados Celsius (86,0 °F) diarios en esta época del año.

#### Otoño
Por lo general, las altas presiones dominan con fuerza durante el otoño, lo que da lugar a condiciones despejadas. Además, las temperaturas siguen siendo altas, pero la humedad se vuelve relativamente baja.

#### Invierno
El tiempo está cada vez más dominado por Siberia durante el invierno y la corriente en chorro se desplaza más al sur, provocando un descenso de las temperaturas. Esta estación es relativamente seca y a veces cae algo de nieve.

### Biodiversidad
La fauna de la península de Corea incluye un número considerable de especies de aves y peces de agua dulce autóctonos. Entre las especies autóctonas o endémicas de la península coreana se encuentran la  liebre coreana, el ciervo de agua coreano, el ratón de campo coreano, la  rana parda coreana, el  pino coreano y la abeto coreano. La Zona Desmilitarizada de Corea (DMZ), con sus bosques y humedales naturales, es un lugar único por su biodiversidad, que alberga ochenta y dos especies en peligro de extinción. Corea albergó antaño muchos  tigres siberianos, pero al aumentar el número de personas afectadas por los tigres, éstos fueron sacrificados en la dinastía Joseon y los tigres siberianos de Corea del Sur se extinguieron durante el periodo colonial japonés. Se ha confirmado que ahora los tigres siberianos sólo están en el lado de Corea del Norte.
También hay aproximadamente 3034 especies de plantas vasculares en toda la península.

## Historia de la península

### Prehistoria
La historia antigua de esta península del Extremo Oriente es controvertida. No hay documentos contemporáneos, no obstante se cree que los coreanos establecieron una dinastía nacional derivada de una raza de semidioses que formó el reino de Joseon (Chosun), mientras los chinos atribuyen la fundación del reino a un chino que viajó al país en el 1122 a. C. llamado Ki Tze (Gi Ya en coreano), donde la gente vivía en cuevas en estado primitivo, y entusiasmados por su sabiduría lo proclamaron rey. Su reino se llamó Chao Hsien. Las listas de los reyes son tradicionales (y opuestas una con la otra) y no tienen ninguna comprobación histórica.
El último príncipe fue Lee Ku.

### Gojoseon
Según la leyenda coreana, Dangun, un descendiente del Cielo, estableció Gojoseon en el año 2333 a. C. En el año 108 a. C., la dinastía Han derrotó a Gojoseon y estableció cuatro comandancias en el norte de la península. Tres de las comandancias cayeron o se retiraron hacia el oeste en pocas décadas, pero la Comandancia de Lelang permaneció como centro de intercambio cultural y económico con las sucesivas dinastías chinas durante cuatro siglos. Hacia 313, Goguryeo se anexionó todas las comandancias chinas.

### Proto-Tres Reinos
El período Proto-Tres Reinos, a veces llamado Período de los Estados Múltiples, es la primera parte de lo que comúnmente se denomina el periodo de los Tres Reinos de Corea, tras la caída de Gojoseon pero antes de que Goguryeo, Baekje y Silla se convirtieran plenamente en reinos.
Durante este periodo surgieron numerosos estados en los antiguos territorios de Gojoseon, que abarcaban el norte de Corea y el sur de Manchuria. Con la caída de Gojoseon, Corea del Sur entró en el periodo Samhan.
Situado en la parte sur de Corea, Samhan se refería a las tres confederaciones de Mahan, Jinhan y Byeonhan. Mahan era la más grande y constaba de 54 estados. Byeonhan y Jinhan contaban con doce estados, sumando un total de 78 estados dentro del Samhan. Estas tres confederaciones acabaron convirtiéndose en Baekje, Silla y  Gaya.

### Tres Reinos

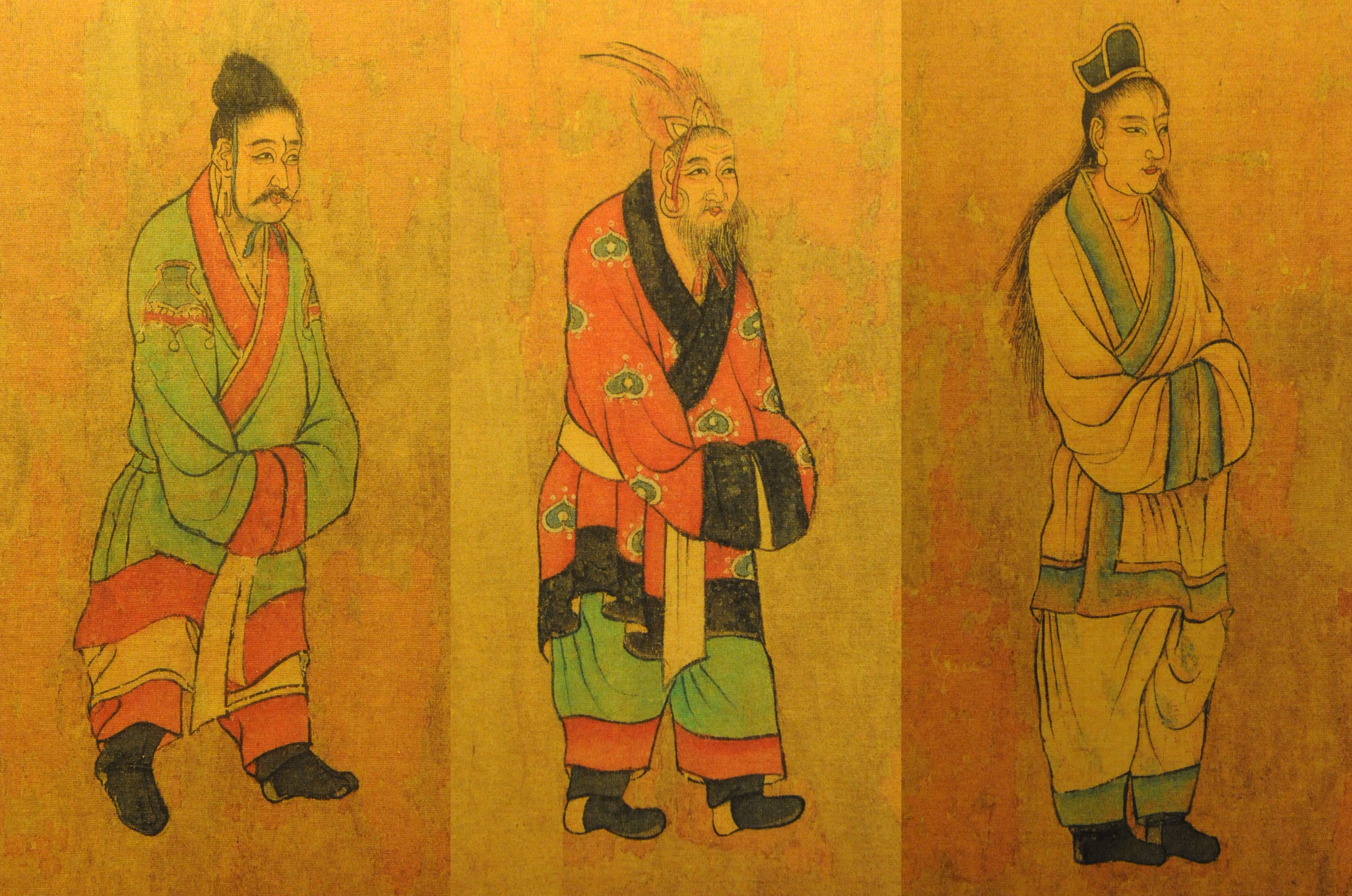
Pintura de la dinastía Tang del de enviados de los Tres Reinos de Corea: Baekje, Goguryeo y Silla

Los Tres Reinos de Corea estaban formados por Goguryeo, Silla y Baekje. Silla y Baekje controlaban la mitad sur de la Península de Corea, manteniendo los antiguos territorios de Samhan, mientras que Goguryeo controlaba la mitad norte de la Península de Corea, Manchuria y la Península de Liaodong, uniendo  Buyeo, Okjeo, Dongye, y otros estados en los antiguos territorios de Gojoseon.

### Conquista mongola
Los mongoles querían conquistar la capital coreana Kai-syeng (noreste de la moderna Seúl) en diciembre de 1231, y así el país quedó bajo protectorado mongol gobernado por 72 darugatchi, pero estos fueron masacrados en 1232 por orden del rey de Corea Ko-tjong que se refugió a continuación en el islote de Kang al oeste de Seúl (julio de 1232).
El ejército mongol de Ogodei que fue a China contra la dinastía Song en 1236, y se dividió en cuatro partes, una de las cuales fue a ocupar sólidamente Corea (1236), pero la corte coreana se mantuvo en el islote aunque después de 1241 envió embajadas declarando su vasallaje.

### Segunda Guerra Mundial
Después de la Segunda Guerra Mundial, en 1945, la península de Corea se dividió en dos partes: Corea del Norte (oficialmente la «República Popular Democrática de Corea») y Corea del Sur (oficialmente la «República de Corea»).

### Guerra de Corea

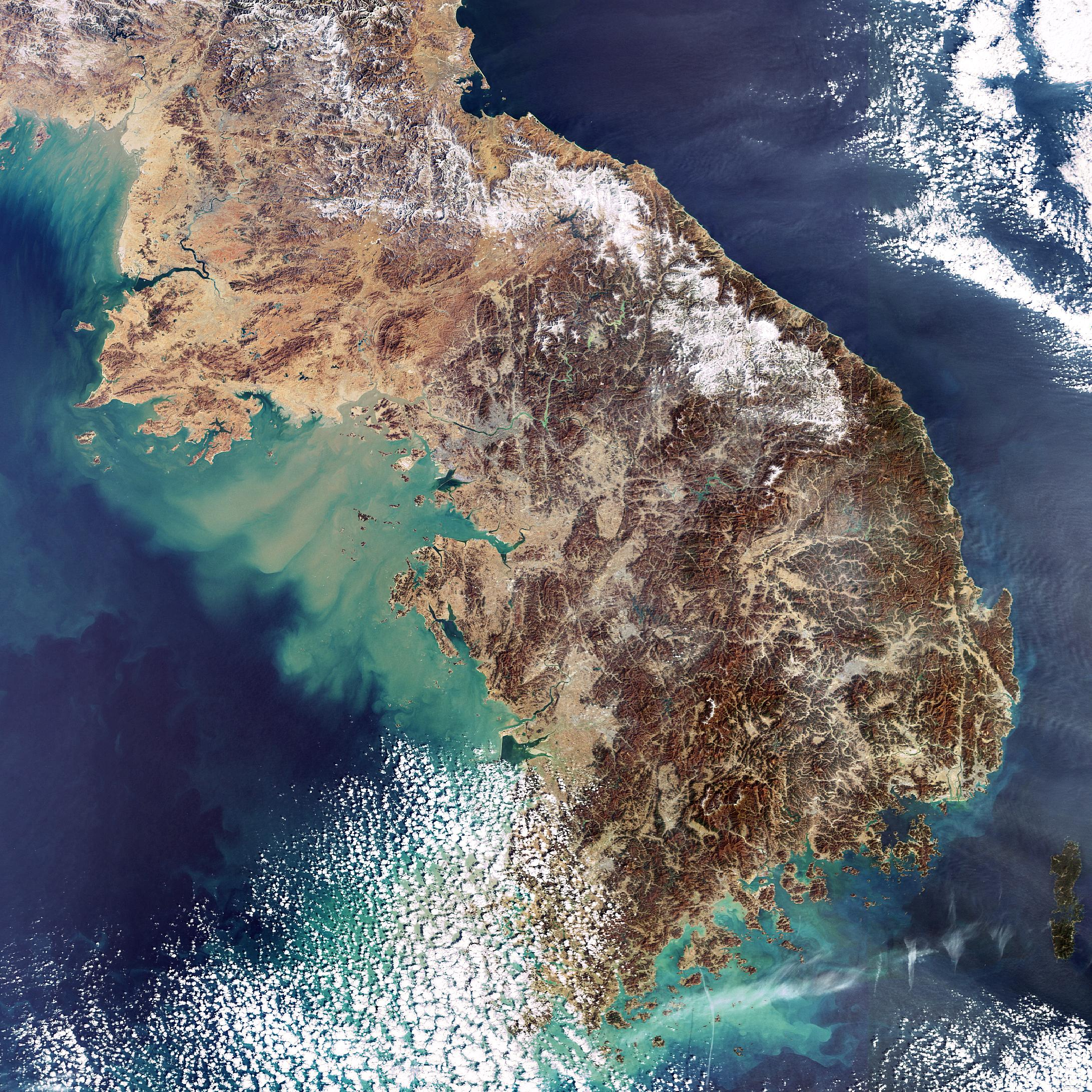
Vista satelital de la Península de Corea

Durante la Guerra Fría que enfrentó al bloque comunista y el bloque capitalista en todo el mundo, Corea se dividió en dos estados. La guerra de Corea no fue solo civil, sino principalmente, una guerra internacional. Estados Unidos entró en la guerra cuando la Unión Soviética intentó ocupar territorios del Este de Europa, la Unión Soviética había dicho a los sectores capitalistas mundiales que no quería expandir el comunismo por el mundo y estos se creyeron el cambio de rumbo llevado a cabo durante el estalinismo. El miedo de los capitalistas ante la «amenaza roja» volvió a aflorar cuando la Unión Soviética quiso anexionarse territorios como otros estados vencedores de la guerra hicieron (los aliados). Estados Unidos que ya había intervenido en el Pacífico en otras ocasiones, en contradicción con su política aislacionista, inició la guerra fría al bloque opuesto. Los dos bloques, sobre todo, la Unión Soviética y los Estados Unidos iniciaron una guerra cruenta pero deslocalizada y a menudo más diplomática que violenta (los misiles de Cuba, etc.) a otros estados. Se iniciaba la Guerra Fría, que acabaría dando como vencedor a los Estados Unidos.
La guerra en Corea entre los dos bloques hizo que el país se dividiera en dos estados. Corea del Norte apoyada, auspiciada y mandada por la Unión Soviética, y Corea del Sur, un estado con pocos recursos al que Estados Unidos apoyó. Los dos sistemas querían ser hegemónicos en los dos estados, pero la guerra no consiguió ningún vencedor, al contrario, logró dividir un estado en dos países tan diferentes (comunista el norte y capitalista el sur) que aún no se han vuelto a reconciliar y unir desde entonces.